# 藍蔭鼎
藍蔭鼎（1903年10月13日—1979年2月4日），台灣知名水彩畫家，出生於日治臺灣宜蘭廳羅東支廳羅東區阿束社，多次入選帝展及台展，曾經擔任中華電視公司董事長。

## 生平
1903年出生於台灣日治時期的宜蘭羅東阿束社，父親藍欽為羅東姓藍仔底望族藍火焰派下長房藍啟泰（田碧）之子，藍欽為清代秀才，娶武秀才劉三桂之女劉治為偏房，生子蔭鼎。1914年藍蔭鼎自羅東公學校高等科畢業，1920年起在羅東公學校（現羅東國小）當任美術專員。1921年與宜蘭頭城人吳玉霞結婚。1924年4月，日籍畫家石川欽一郎奉命赴宜蘭視察美術教育，在羅東發掘藍蔭鼎的繪畫天賦，即收為門徒，並推薦轉往臺北第一（今臺北市立第一女子高級中學）、第二高等女學校（已廢校）任教。石川欽一郎是水彩畫家，藍蔭鼎亦以水彩為終生志業。1926年，藍蔭鼎參加日本最具權威的帝國美術展覽會，榮獲入選的殊榮。1929年藍蔭鼎作品〈街頭〉與陳澄波作品〈早春〉入選日本第十屆帝展。日治時代晚期，藍蔭鼎曾改名「石川秀夫」。
藍蔭鼎以水彩畫為主要創作，默默參與美術活動，不引領風騷，不捲入運動，獨來獨往，一手闖出特有的水彩畫風，作品曾在日本、法國、英國、菲律賓、義大利、美國、泰國、新加坡展出，為台灣首位應邀訪美的藝術家。藍蔭鼎曾任聯合國藝術委員、中華民國教育部學術審議委員、中華文化復興運動推行委員會委員。著名作品有「養鴨人家」 （1966年，劍橋美術館收藏）。1962年日內瓦國際藝術年鑑推舉為「當代全世界二十五位最傑出藝術家」之一。1971年，歐洲藝術評論學會及美國藝術評論學會將他選入第一屆「世界十大水彩畫家」之一。藍蔭鼎的作品以台灣本土的農村美景為題材，有「謳歌快樂農村的水彩畫家」、「畫我故鄉的文化大使」之譽。他以中國水墨畫精髓創造嶄新的水彩畫意境，被大量翻印成日曆、賀年卡、畫冊等印刷品，畫作廣為流傳。
1951年，藍蔭鼎創辦《豐年半月刊》，希望利用發行刊物，教導和農民息息相關的知識，讓技術提升、生產力增加；至今仍在發行。1960年代晚期和1970年代，藍蔭鼎曾於台灣電視公司（台視）和中華電視台出任要職，曾任中華電視台董事長。他在畫作之外的文學作品，以《宗教與藝術》、《藝術與人生》、《鼎廬小語》這三本書最為知名；《鼎廬小語》中的一篇文章〈飲水思源〉，曾被收錄於國立編譯館《國民中學國文》教科書第一冊第19課，屬於選讀篇目。
1979年2月4日凌晨3點31分，藍蔭鼎家人發現其心臟有異，叫來救護車至藍家將藍蔭鼎送往台北榮民總醫院；藍蔭鼎抵達醫院前就已逝世，享年76歲。1979年2月10日，華視第四屆董事會第十四次會議推舉易勁秋繼任董事長。

## 評價
有學者認為藍蔭鼎是台灣美術史上的「孤星」。《日據時代台灣美術運動史》作者謝里法形容藍蔭鼎：「雙腳踩的是鄉野的泥土，雙手沾的卻是社會最上層的光和彩。」藍蔭鼎堅持，農村就是他的生命、就是他的生活；作為水彩畫大師，他眷念於家鄉的萬般景物，他始終堅持鄉土路線。

## 外部連結
- 國家圖書館-當代文學史料系統[永久]
- 新竹教育大學-日據時期(1895-1945)台灣西洋美術家資料庫
- 智邦藝術基金會-藍蔭鼎介紹
- 流離思索－文化事件簿選刊，藍蔭鼎的水彩一生，1979年2月4日

| 前任： 劉闊才 | 華視董事長 1973年4月—1979年2月 | 繼任： 易勁秋 |